# علي نسمان
علي عبدالله حسن النسمان (15 أبريل 1985 – 13 أكتوبر 2023) هو ناشط سياسي وكوميدي ومدون فلسطيني، شارك في عدة مسلسلات فلسطينية من بينها مسلسل الروح ومسلسل بوابة السماء ومسلسل الفدائي. نشط على مواقع التواصل الأجتماعي بصفته مدوناً فلسطينياً وكان من أبرز المدونين، نشط ضد الاحتلال الإسرائيلي واتفاقية أوسلو التي تقوده السلطة الفلسطينية في الضفة الغربية. وكان من أهم النشطاء البارزين خلال عملية طوفان الأقصى.

## حياته ونشأته
ولد النسمان في غزة يوم 15 أبريل 1985. ينحدرُ من شمال مدينة غزة وقد قضى هناك سنين عمره. أنهى الثانوية العامة وحصل بعد ذلك على شهادة البكالورويس في إدارة المال والأعمال ثم على الدبلوم في إدارة المنظمات. عمل نسمان في مجال النجارة وشارك في عدة مسلسلات فلسطينية بالإضافة إلى نشاطه على مواقع التواصل الاجتماعي.

## الاغتيال
اغتيل علي نسمان خلال قصف إسرائيلي أثناء عملية طوفان الأقصى بعد استهداف مكان سكنه في غزة. وكان قبل وفاته قد صور فيديو ونشره عبر مواقع التواصل الاجتماعي يدين فيه إسرائيل لقصفها المدنيين بقطاع غزة ، وتوقع «مزيدا من القتلى من أجل تحرير الأقصى».